# Jamaicai labdarúgó-válogatott
A jamaicai labdarúgó-válogatott – avagy becenevükön The Reggae Boyz, azaz a ’reggae-fiúk’ – Jamaica nemzeti csapata, amelyet a jamaicai labdarúgó-szövetség (angolul: Jamaica Football Federation) irányít. A CONCACAF-tag szigetország az egyik legeredményesebb válogatottal rendelkezik a Karib-térségben. Eddig hat alkalommal hódították el a legjobb térségbeli csapatnak járó karibi kupát, illetve 1998-ban kijutottak a labdarúgó-világbajnokságra.
A CONCACAF-aranykupán 2015-ben és 2017-ben is bejutottak a döntőbe. 2015-ben és 2016-ban meghívottként részt vettek a Copa Américán is.

## Története

### Korai évek
Jamaica az Egyesült Királyság gyarmata volt egészen 1962-ig. Az első labdarúgócsapat 1893-ban alakult Kingston Cricket Club a szigetországban. 1910-ben megalakult a Jamaicai labdarúgó-szövetség. Első hivatalos válogatott mérkőzésüket 1925. március 25-én játszották Haiti ellen Port-au-Prince-ben, amit 2–1-re megnyertek. 1925 és 1962 között Jamaica jobbára Trinidad és Tobago, Kuba és Haiti ellen játszott mérkőzéseket. 1962-ben Jamaica elnyerte a függetlenségét az Egyesült Királyságtól. A Jamaicai labdarúgó-szövetség még abban az évben csatlakozott a FIFA-hoz. 1962-ben Jamaicában rendezték a közép-amerikai és karibi játékokat, melyen a negyedik helyen végeztek. 1963-ban részt vettek a CONCACAF-bajnokságon, ahol a csoportkörben Costa Rica, Mexikó és a Holland-Antillák ellen is vereséget szenvedtek. Világbajnoki selejtezőkben először 1966-ban indultak. A Holland-Antillák és Kuba előtt megnyerték a csoportjukat és bejutottak a kijutásról döntő körbe, ahol Mexikó ellen 3–2-re kaptak ki hazai pályán, majd idegenben Mexikó ellen 8–0-ás, Costa Rica ellen pedig 7–0-ás vereséget szenvedtek. Az 1969-es CONCACAF-bajnokságot a hatodik helyen zárták. Az 1970-es világbajnokság selejtezőiben négy vereséget szenvedtek és a csoportjuk utolsó helyén végeztek. 

### 1971 és 1989 közötti időszak
Az 1973-as CONCACAF-bajnokságról vissza kellett lépniük, miután 17 játékos engedélyét felfüggesztették. Az 1977-es CONCACAF-bajnokságon viszont már részt vettek, de ott a selejtezőkben Kuba ellen 5–1-es összesítésben alulmaradtak és így lemaradtak az 1978-as világbajnokságról is. Az 1981-es tornán nem indultak, az 1982-es és az 1986-os világbajnokság selejtezőit is kihagyták pénzügyi gondok miatt. Jamaica az 1989-es CONCACAF-bajnokság selejtezőiben tért vissza a nemzetközi versenybe, amely az 1990-es olaszországi világbajnokság selejtezőinek része volt. Miután az első körben 3–1-es összesítésben legyőzték Puerto Ricót, Jamaica az Egyesült Államokkal játszott a döntőbe jutásért. A hazai 0–0-ás döntetlen után idegenben 5–1-re kaptak ki az Egyesült Államokban, és kiestek.

### 1990 és 2000 közötti időszak
Az 1990-es években jelentős javuláson ment keresztül a jamaicai válogatott. 1990-ben részt vettek a karibi kupán, ami nem fejeződött be az Artúr nevezetű trópusi vihar miatt. Az 1991-es karibi-kupán pedig megszerezték a válogatott történetének első tornagyőzelmét. Az 1993-as CONCACAF-aranykupán az elődöntőig jutottak.
1994-ben a karibi kupát követően kinevezték a brazil Renê Simõest a válogatott élére, akinek az volt a feladata, hogy készítse fel a csapatot az 1998-as világbajnokság selejtezőire. Az 1995-ös és az 1996-os karibi kupán nem sikerült továbbjutniuk a csoportkörből, az 1997-es tornán pedig bronzérmesek lettek, miután 4–1-re legyőzték Grenadát a harmadik helyért rendezett mérkőzésen. Az 1998-as világbajnokságra már három csapatnak volt lehetősége kijutni a CONCACAF-zónából. Jamaica az első fordulóban összesítésben 2–0-ra győzte le Suriname-ot, a második fordulóban Barbadost búcsúztatták összesítésben 3–0-val. A harmadik körben Mexikó, Honduras és Saint Vincent és a Grenadine-szigetek előtt végeztek és bejutottak a negyedik forduló hatos döntőjébe. 1997-ben Simões felkutatott olyan Angliában született labdarúgókat, akik jamaicai gyökerekkel rendelkeztek, így került a válogatotthoz többek között Paul Hall, Fitzroy Simpson, Deon Burton és Robbie Earle. Ennek ellenére nem kezdték jól a selejtezőket, az első mérkőzésükön 0–0-ás döntetlent értek el az Egyesült Államokkal szemben hazai pályán, amit a Mexikó elleni 6–0-ás vereség követett idegenben. Kanadában 0–0-ás döntetlent játszottak és kikaptak 3–1-re Costa Ricában. Ezt követően azonban fordult a szerencse és Andy Williams góljával 1–0-ra legyőzték Salvadort, majd ugyancsak hazai környezetben győztek 1–0-ra Kanada és Costa Rica ellen. Mindkét találkozón Deon Burton szerezte a jamaicaiak gólját. Az Egyesült Államokban 1–1-es, Salvadorban pedig 2–2 döntetlent tudtak elérni. Végül a Mexikó elleni 0–0-ás döntetlennel zárták a selejtezőket hazai pályán és ez azt jelentette, hogy megszerezték a harmadik helyet, amivel kijutottak történetük első világbajnokságára. A H csoportban szerepeltek Argentína, Horvátország és a szintén újonc Japán társaságában. Első mérkőzésükön 3–1-re kaptak ki Horvátországtól, első világbajnoki góljukat Robbie Earle szerezte. Argentína ellen 5–0-ás vereséget szenvedtek, Japánt viszont Theodore Whitmore két góljával legyőzték 2–1-re.

## Nemzetközi eredmények
CONCACAF-aranykupa
- Ezüstérmes: 2 alkalommal (2015, 2017)
- Bronzérmes: 1 alkalommal (1993)

Karibi kupa
- Aranyérmes: 6 alkalommal (1991, 1998, 2005, 2008, 2010, 2014)
- Ezüstérmes: 3 alkalommal (1992, 1993, 2017)
- Bronzérmes: 2 alkalommal (1997, 1999)

### Világbajnoki szereplés
| Év       | Eredmény                         | Helyezés                         | M                                | GY                               | D                                | V                                | RG                               | KG                               |
| -------- | -------------------------------- | -------------------------------- | -------------------------------- | -------------------------------- | -------------------------------- | -------------------------------- | -------------------------------- | -------------------------------- |
| 1930     | Az Egyesült Királyság része volt | Az Egyesült Királyság része volt | Az Egyesült Királyság része volt | Az Egyesült Királyság része volt | Az Egyesült Királyság része volt | Az Egyesült Királyság része volt | Az Egyesült Királyság része volt | Az Egyesült Királyság része volt |
| 1934     | Az Egyesült Királyság része volt | Az Egyesült Királyság része volt | Az Egyesült Királyság része volt | Az Egyesült Királyság része volt | Az Egyesült Királyság része volt | Az Egyesült Királyság része volt | Az Egyesült Királyság része volt | Az Egyesült Királyság része volt |
| 1938     | Az Egyesült Királyság része volt | Az Egyesült Királyság része volt | Az Egyesült Királyság része volt | Az Egyesült Királyság része volt | Az Egyesült Királyság része volt | Az Egyesült Királyság része volt | Az Egyesült Királyság része volt | Az Egyesült Királyság része volt |
| 1950     | Az Egyesült Királyság része volt | Az Egyesült Királyság része volt | Az Egyesült Királyság része volt | Az Egyesült Királyság része volt | Az Egyesült Királyság része volt | Az Egyesült Királyság része volt | Az Egyesült Királyság része volt | Az Egyesült Királyság része volt |
| 1954     | Az Egyesült Királyság része volt | Az Egyesült Királyság része volt | Az Egyesült Királyság része volt | Az Egyesült Királyság része volt | Az Egyesült Királyság része volt | Az Egyesült Királyság része volt | Az Egyesült Királyság része volt | Az Egyesült Királyság része volt |
| 1958     | Az Egyesült Királyság része volt | Az Egyesült Királyság része volt | Az Egyesült Királyság része volt | Az Egyesült Királyság része volt | Az Egyesült Királyság része volt | Az Egyesült Királyság része volt | Az Egyesült Királyság része volt | Az Egyesült Királyság része volt |
| 1962     | Az Egyesült Királyság része volt | Az Egyesült Királyság része volt | Az Egyesült Királyság része volt | Az Egyesült Királyság része volt | Az Egyesült Királyság része volt | Az Egyesült Királyság része volt | Az Egyesült Királyság része volt | Az Egyesült Királyság része volt |
| 1966     | Nem jutott be                    | Nem jutott be                    | Nem jutott be                    | Nem jutott be                    | Nem jutott be                    | Nem jutott be                    | Nem jutott be                    | Nem jutott be                    |
| 1970     | Nem jutott be                    | Nem jutott be                    | Nem jutott be                    | Nem jutott be                    | Nem jutott be                    | Nem jutott be                    | Nem jutott be                    | Nem jutott be                    |
| 1974     | Visszalépett                     | Visszalépett                     | Visszalépett                     | Visszalépett                     | Visszalépett                     | Visszalépett                     | Visszalépett                     | Visszalépett                     |
| 1978     | Nem jutott be                    | Nem jutott be                    | Nem jutott be                    | Nem jutott be                    | Nem jutott be                    | Nem jutott be                    | Nem jutott be                    | Nem jutott be                    |
| 1982     | Nem indult                       | Nem indult                       | Nem indult                       | Nem indult                       | Nem indult                       | Nem indult                       | Nem indult                       | Nem indult                       |
| 1986     | Nem jutott be                    | Nem jutott be                    | Nem jutott be                    | Nem jutott be                    | Nem jutott be                    | Nem jutott be                    | Nem jutott be                    | Nem jutott be                    |
| 1990     | Nem jutott be                    | Nem jutott be                    | Nem jutott be                    | Nem jutott be                    | Nem jutott be                    | Nem jutott be                    | Nem jutott be                    | Nem jutott be                    |
| 1994     | Nem jutott be                    | Nem jutott be                    | Nem jutott be                    | Nem jutott be                    | Nem jutott be                    | Nem jutott be                    | Nem jutott be                    | Nem jutott be                    |
| 1998     | Csoportkör                       | 22.                              | 3                                | 1                                | 0                                | 2                                | 3                                | 9                                |
| 2002     | Nem jutott be                    | Nem jutott be                    | Nem jutott be                    | Nem jutott be                    | Nem jutott be                    | Nem jutott be                    | Nem jutott be                    | Nem jutott be                    |
| 2006     | Nem jutott be                    | Nem jutott be                    | Nem jutott be                    | Nem jutott be                    | Nem jutott be                    | Nem jutott be                    | Nem jutott be                    | Nem jutott be                    |
| 2010     | Nem jutott be                    | Nem jutott be                    | Nem jutott be                    | Nem jutott be                    | Nem jutott be                    | Nem jutott be                    | Nem jutott be                    | Nem jutott be                    |
| 2014     | Nem jutott be                    | Nem jutott be                    | Nem jutott be                    | Nem jutott be                    | Nem jutott be                    | Nem jutott be                    | Nem jutott be                    | Nem jutott be                    |
| 2018     | Nem jutott be                    | Nem jutott be                    | Nem jutott be                    | Nem jutott be                    | Nem jutott be                    | Nem jutott be                    | Nem jutott be                    | Nem jutott be                    |
| 2022     | Nem jutott be                    | Nem jutott be                    | Nem jutott be                    | Nem jutott be                    | Nem jutott be                    | Nem jutott be                    | Nem jutott be                    | Nem jutott be                    |
| Összesen | Csoportkör                       | 1/22                             | 3                                | 1                                | 0                                | 2                                | 3                                | 9                                |

### CONCACAF-aranykupa-szereplés
| Év       | Eredmény      | Hely          | M             | Gy            | D             | V             | Rg            | Kg            |
| -------- | ------------- | ------------- | ------------- | ------------- | ------------- | ------------- | ------------- | ------------- |
| 1963     | Csoportkör    | 8.            | 3             | 0             | 0             | 3             | 1             | 16            |
| 1965     | Nem indult    | Nem indult    | Nem indult    | Nem indult    | Nem indult    | Nem indult    | Nem indult    | Nem indult    |
| 1967     | Nem jutott be | Nem jutott be | Nem jutott be | Nem jutott be | Nem jutott be | Nem jutott be | Nem jutott be | Nem jutott be |
| 1969     | Körmérkőzés   | 6.            | 5             | 0             | 1             | 4             | 3             | 10            |
| 1971     | Nem jutott be | Nem jutott be | Nem jutott be | Nem jutott be | Nem jutott be | Nem jutott be | Nem jutott be | Nem jutott be |
| 1973     | Nem indult    | Nem indult    | Nem indult    | Nem indult    | Nem indult    | Nem indult    | Nem indult    | Nem indult    |
| 1977     | Visszalépett  | Visszalépett  | Visszalépett  | Visszalépett  | Visszalépett  | Visszalépett  | Visszalépett  | Visszalépett  |
| 1981     | Nem indult    | Nem indult    | Nem indult    | Nem indult    | Nem indult    | Nem indult    | Nem indult    | Nem indult    |
| 1985     | Visszalépett  | Visszalépett  | Visszalépett  | Visszalépett  | Visszalépett  | Visszalépett  | Visszalépett  | Visszalépett  |
| 1989     | Nem jutott be | Nem jutott be | Nem jutott be | Nem jutott be | Nem jutott be | Nem jutott be | Nem jutott be | Nem jutott be |
| 1991     | Csoportkör    | 8.            | 3             | 0             | 0             | 3             | 3             | 12            |
| 1993     | Bronzérmes    | 3.            | 5             | 1             | 2             | 2             | 6             | 10            |
| 1996     | Nem jutott be | Nem jutott be | Nem jutott be | Nem jutott be | Nem jutott be | Nem jutott be | Nem jutott be | Nem jutott be |
| 1998     | Negyedik hely | 4.            | 5             | 2             | 1             | 2             | 5             | 4             |
| 2000     | Csoportkör    | 12.           | 2             | 0             | 0             | 2             | 0             | 3             |
| 2002     | Nem jutott be | Nem jutott be | Nem jutott be | Nem jutott be | Nem jutott be | Nem jutott be | Nem jutott be | Nem jutott be |
| 2003     | Negyeddöntő   | 7.            | 3             | 1             | 0             | 2             | 2             | 6             |
| 2005     | Negyeddöntő   | 7.            | 4             | 1             | 1             | 2             | 8             | 10            |
| 2007     | Nem jutott be | Nem jutott be | Nem jutott be | Nem jutott be | Nem jutott be | Nem jutott be | Nem jutott be | Nem jutott be |
| 2009     | Csoportkör    | 10.           | 3             | 1             | 0             | 2             | 1             | 2             |
| 2011     | Negyeddöntő   | 5.            | 4             | 3             | 0             | 1             | 7             | 2             |
| 2013     | Nem jutott be | Nem jutott be | Nem jutott be | Nem jutott be | Nem jutott be | Nem jutott be | Nem jutott be | Nem jutott be |
| 2015     | Ezüstérmes    | 2.            | 6             | 4             | 1             | 1             | 8             | 6             |
| 2017     | Ezüstérmes    | 2.            | 6             | 3             | 2             | 1             | 7             | 4             |
| 2019     | Negyedik hely | 4.            | 5             | 2             | 2             | 1             | 6             | 6             |
| 2021     | Negyeddöntő   | 7.            | 4             | 2             | 0             | 2             | 4             | 3             |
| Összesen | 2 ezüstérem   | 14/26         | 58            | 20            | 10            | 28            | 61            | 94            |

## Játékosok

### Jelenlegi keret
Az alábbi keretet nevezték a 2018. szeptember 7-i Ecuador és a szeptember 9-i Kajmán-szigetek elleni barátságos mérkőzésekre.

A válogatottságok és a gólok az Ecuador elleni mérkőzés utáni állapotnak megfelelőek.
| Szám | Poszt | Név               | Születési dátum / Kor          | Válogatottság | Gólok | Klub                   |
| ---- | ----- | ----------------- | ------------------------------ | ------------- | ----- | ---------------------- |
|      | K     | Andre Blake       | 1990. november 21. (34 éves)   | 31            | 0     | Philadelphia Union     |
|      | K     | Amal Knight       | 1993. november 19. (31 éves)   | 3             | 0     | UWI                    |
|      | K     | Jeadine White     | 2000. július 7. (24 éves)      | 1             | 0     | Cavalier SC            |
|      | V     | Ladale Ritchie    | 1989. július 30. (35 éves)     | 16            | 0     | Mount Pleasant FA      |
|      | V     | Fabian McCarthy   | 1990. május 12. (34 éves)      | 7             | 0     | UWI F.C.               |
|      | V     | Ricardo Thomas    | 1997. augusztus 30. (27 éves)  | 5             | 0     | Waterhouse             |
|      | V     | Kemar Lawrence    | 1992. szeptember 17. (32 éves) | 46            | 3     | New York Red Bulls     |
|      | V     | Alvas Powell      | 1994. július 18. (30 éves)     | 35            | 0     | Portland Timbers       |
|      | V     | Damion Lowe       | 1993. május 5. (31 éves)       | 13            | 1     | Start                  |
|      | V     | Adrian Mariappa   | 1986. október 3. (38 éves)     | 42            | 1     | Watford                |
|      | V     | Michael Hector    | 1992. július 19. (32 éves)     | 20            | 0     | Sheffield Wednesday    |
|      | KP    | Ricardo Morris    | 1992. február 11. (33 éves)    | 12            | 0     | Portmore United        |
|      | KP    | Alex Marshall     | 1998. február 24. (27 éves)    | 5             | 0     | Cavalier               |
|      | KP    | Owayne Gordon     | 1991. október 8. (33 éves)     | 15            | 0     | San Antonio FC         |
|      | KP    | Tevin Shaw        | 1997. február 24. (28 éves)    | 6             | 0     | Tivoli Gardens         |
|      | KP    | Peter Lee Vassell | 1998. február 3. (27 éves)     | 6             | 4     | Harbour View           |
|      | KP    | Kevon Lambert     | 1997. március 22. (27 éves)    | 9             | 0     | Phoenix Rising         |
|      | KP    | Je-Vaughn Watson  | 1983. október 22. (41 éves)    | 74            | 4     | Charlotte Independence |
|      | CS    | Fabian Reid       | 1991. augusztus 6. (33 éves)   | 7             | 3     | Arnett Gardens         |
|      | CS    | Javon East        | 1994. december 21. (30 éves)   | 5             | 0     | Portmore United        |
|      | CS    | Romario Williams  | 1994. augusztus 15. (30 éves)  | 12            | 2     | Atlanta United         |
|      | CS    | Darren Mattocks   | 1990. szeptember 2. (34 éves)  | 42            | 14    | D.C. United            |
|      | CS    | Cory Burke        | 1991. december 28. (33 éves)   | 13            | 2     | Philadelphia Union     |

### A legtöbb válogatottsággal rendelkező játékosok
Az adatok 2022. szeptember 27. állapotoknak felelnek meg.
- A még aktív játékosok (félkövérrel) vannak megjelölve.

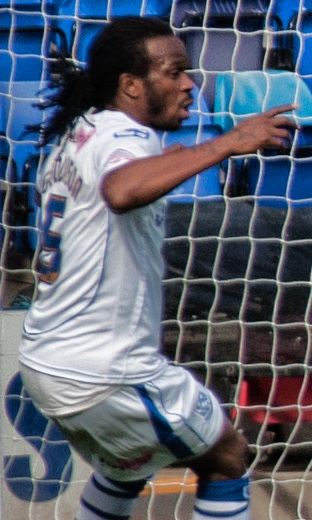
Ian Goodison a válogatottsági rekorder 128 mérkőzéssel.

| Rank | Játékos           | Mérkőzés | Gólok | Időszak   |
| ---- | ----------------- | -------- | ----- | --------- |
| 1    | Ian Goodison      | 128      | 10    | 1996–2008 |
| 2    | Linval Dixon      | 127      | 3     | 1993–2003 |
| 3    | Theodore Whitmore | 120      | 24    | 1993–2004 |
| 4    | Ricardo Gardner   | 111      | 9     | 1997–2012 |
| 5    | Warren Barrett    | 108      | 0     | 1990–2000 |
| 6    | Andy Williams     | 107      | 22    | 1997–2008 |
| 7    | Durrant Brown     | 102      | 0     | 1984–1998 |
| 8    | Jermaine Taylor   | 101      | 0     | 2004–2017 |
| 9    | Donovan Ricketts  | 100      | 0     | 1999–2013 |
| 10   | Jevaughn Watson   | 95       | 4     | 2008–2022 |

### A válogatottban legtöbb gólt szerző játékosok
Az adatok 2022. szeptember 27. állapotoknak felelnek meg.
- A még aktív játékosok (félkövérrel) vannak megjelölve.

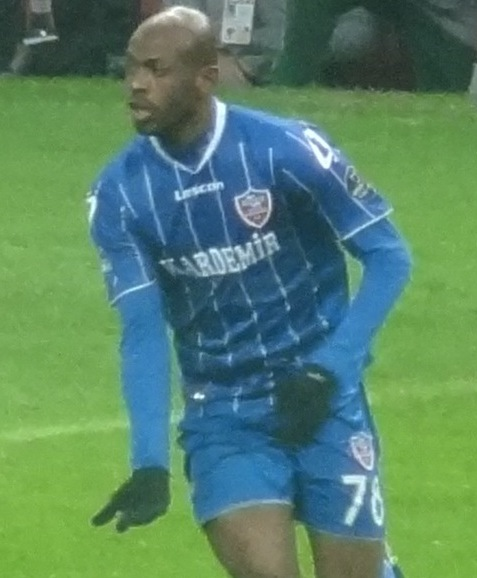
Luton Shelton a válogatott történetének legeredményesebb játékosa 35 góllal.

| #  | Játékos           | Gólok | Mérkőzés | Arány | Időszak   |
| -- | ----------------- | ----- | -------- | ----- | --------- |
| 1  | Luton Shelton     | 35    | 75       | 0.47  | 2004–2013 |
| 2  | Onandi Lowe       | 27    | 81       | 0.33  | 1995–2004 |
| 3  | Theodore Whitmore | 24    | 120      | 0.2   | 1993–2004 |
| 4  | Paul Young        | 22    | 49       | 0.45  | 1989–1997 |
| 4  | Andy Williams     | 22    | 107      | 0.21  | 1997–2008 |
| 6  | Walter Boyd       | 19    | 75       | 0.25  | 1991–2001 |
| 7  | Paul Davis        | 18    | 61       | 0.3   | 1983–1997 |
| 7  | Darren Mattocks   | 18    | 50       | 0.36  | 2012–2019 |
| 9  | Hector Wright     | 16    | 71       | 0.23  | 1988–1997 |
| 10 | Paul Hall         | 14    | 48       | 0.29  | 1997–2003 |